# 东吴大道站
东吴大道站位于中华人民共和国湖北省武汉市东西湖区，是武汉地铁1号线的地铁车站
。该站已被冠名，冠名期间全名是“航天彩虹镇·东吴大道站”。

## 车站结构
位于东吴大道与七雄路的交叉口，顺七雄路布置。
车站为高架三层侧式站台，地面为七雄路主干道，上二层为车站站厅房屋，站后设折返线。

### 楼层分布
| 地上三层 | 侧式站台，右侧开门 | 侧式站台，右侧开门                     | 侧式站台，右侧开门 | 侧式站台，右侧开门 |
|          |                    | █ 1号线 往径河（码头潭公园）           |                    |                    |
|          |                    | █ 1号线 往汉口北（五环大道）           |                    |                    |
|          | 侧式站台，右侧开门 |                                        |                    |                    |
| 地上二层 | 站厅               | 售票机、客服中心、武漢通充值、聯外天橋 |                    |                    |
| 地面     |                    | 出入口                                 |                    |                    |

### 车站出口
|                                                 |      |      |  |
| 出口編號                                        | 設施 | 照片 |  |
| A                                               |      |      |  |
| 注： 設有升降機 \| 設有輪椅升降台 \| 設有洗手間 |      |      |  |

## 历史
东吴大道站是武汉地铁1号线二期工程的站点之一。2010年7月29日正式开通运营，为一号线西延伸开通前的西端终点。

## 接驳交通

### 公汽
746、528、H81、惠民1路

## 邻近地区
- 武汉警官职业学校
- 东西湖区人民医院
- 武汉市吴家山公园

### 内部链接
- 武汉地铁车站列表